# لئون داربینیان
لئون داربینیان (ارمنی: Լևոն Դարբինյան؛ زادهٔ ۱۹۱۱) یک نویسنده ارمنی‌تبار اهل ایران بود.

## زندگی‌نامه
وی با نام اصلی لئون واغارشاکیان (ارمنی: Լևոն Վաղարշակեան) در ۱۹۱۱ در روستای خویگان علیا (ورین خویگان) به دنیا آمد در جلفای نو تحصیل نمود. سال ۱۹۳۰ پس از پایان تحصیلات به خوزستان نقل مکان نمود. وی عضو اتحادیه نویسندگان ارمنی ایران  تاریخ درگذشت وی نامشخص است